# Pola (incrociatore)
Il Pola fu un incrociatore pesante della Regia Marina, appartenente alla classe Zara, costruito nei cantieri OTO di Livorno ed entrato in servizio nel 1932. Fu affondato durante la seconda guerra mondiale nel corso della battaglia di Capo Matapan il 29 marzo 1941.

## Storia

### Periodo interbellico e seconda guerra mondiale

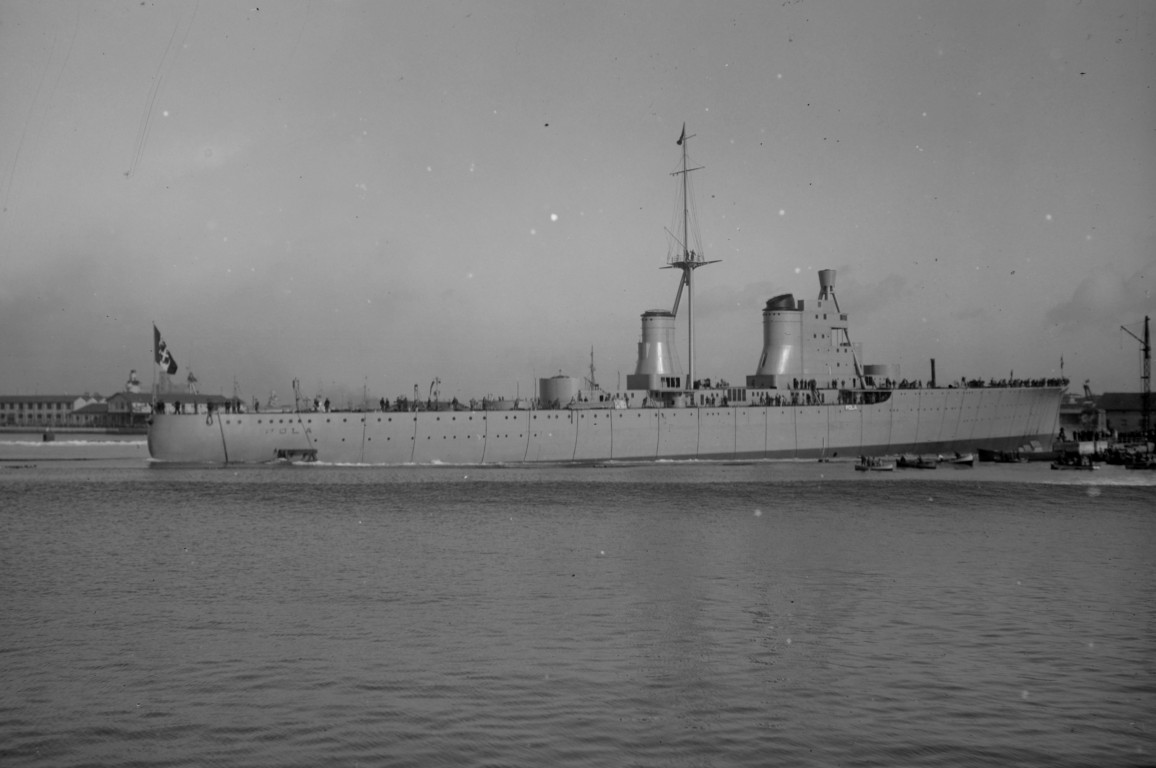
Varo dell'incrociatore pesante Pola, Livorno 1931

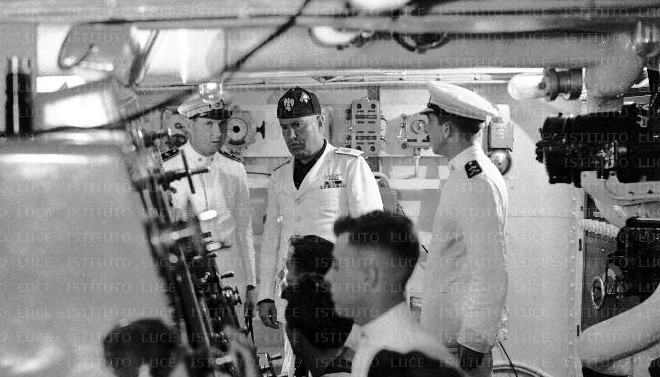
Mussolini a bordo del Pola nel 1937

Impostata nei cantieri OTO di Livorno il 17 marzo 1930, la nave venne varata il 5 febbraio 1931 con il nome di Pola in onore dell'omonima città italiana, per poi entrare in servizio il 21 dicembre 1932. Nel corso del periodo interbellico l'incrociatore svolse un'intensa attività di addestramento nelle acque del mar Mediterraneo, oltre a riviste navali nelle acque italiane e visite nei porti nazionali; tra il 1936 e il 1937 il Pola fu impegnato operativamente nelle acque della Spagna durante il periodo della guerra civile spagnola, come parte della missione internazionale volta a contrastare il contrabbando di armi nella regione. Il 23 novembre 1938, nel corso di un'esercitazione nelle acque di casa, il Pola investì per errore il cacciatorpediniere Lampo provocandogli gravissimi danni tra cui il distacco della sezione di prua.
Nel giugno 1940, all'entrata dell'Italia nella seconda guerra mondiale, il Pola (al comando del capitano di vascello Manlio De Pisa dal 3 agosto 1939) ricopriva l'incarico di nave di bandiera dell'ammiraglio Riccardo Paladini, comandante della 2ª Squadra navale ed era dotato degli idrovolanti IMAM Ro.43. In questa veste l'incrociatore prese parte alla battaglia di Punta Stilo il 9 luglio 1940, primo importante scontro tra le flotte italiana e britannica: l'incrociatore scambiò colpi con le unità nemiche e, al pari del resto della squadra italiana, fu preso di mira per errore dai bombardieri della Regia Aeronautica, senza tuttavia riportare alcun danno. Dal 25 luglio 1940 il Pola fu nave di bandiera dell'ammiraglio Angelo Iachino, succeduto a Paladini alla guida della 2ª Squadra; il 31 agosto l'incrociatore prese il mare con il resto della flotta per contrastare un trasferimento di navi britanniche da Gibilterra ad Alessandria d'Egitto (operazione Hats), ma rientrò in porto senza essere entrato in contatto con il nemico. Il Pola si trovava ancorato a Taranto nella notte tra l'11 e il 12 novembre 1940 quando la base fu attaccata da aerosiluranti britannici, ma non riportò alcun danno; il 27 novembre seguente l'incrociatore partecipò invece alla battaglia di capo Teulada, finendo sotto il tiro delle unità nemiche ma senza riportare conseguenze.
Il 14 dicembre 1940 il Pola si trovava ancorato a Napoli quando il porto fu preso di mira da un'incursione di bombardieri nemici: colpito da due bombe, l'incrociatore riportò 55 perdite tra morti e feriti tra l'equipaggio (compreso il comandante in seconda, capitano di fregata Oliviero Diana, ferito gravemente) e vari danni tra cui uno squarcio nello scafo, rimanendo in riparazione fino al 6 febbraio 1941. Il comandante rimase il capitano De Pisa ed il comandante in seconda fu sostituito con il capitano di fregata Silvano Brengola.
Promosso Iachino alla guida della squadra da battaglia (dicembre 1940), il Pola fu ritrasferito alla 1ª Divisione incrociatori dell'ammiraglio Carlo Cattaneo in coppia con altre due unità della stessa classe, gli incrociatori Zara (nave ammiraglia) e Fiume; il 27 marzo 1941 la divisione salpò da Taranto quindi per partecipare a una massiccia incursione italiana contro il traffico nemico nel Mediterraneo orientale, azione che portò alla battaglia di Capo Matapan.

### A Capo Matapan
Dopo un'infruttuosa ricerca di convogli nemici e uno scontro senza esito con una formazione di incrociatori britannici a sud dell'isolotto di Gaudo, nel pomeriggio del 28 marzo la flotta italiana fu attaccata da aerosiluranti che danneggiarono la nave da battaglia Vittorio Veneto. Le altre unità si radunarono intorno all'unità colpita per difenderla da altri attacchi aerei, e fu nel corso di uno di essi che, alle 19:50 circa, un aerosilurante Fairey Swordfish britannico decollato da Creta colpì il Pola con un siluro, mettendo fuori uso tanto apparato motore quanto l'impianto elettrico e lasciandolo immobilizzato in mezzo al mare; la nave, praticamente alla deriva, imbarcava acqua e, priva di energia elettrica, non poteva muovere le torri dei cannoni. Con una controversa decisione, l'ammiraglio Iachino ordinò a Cattaneo di invertire la rotta e di inviare a soccorso del Pola l'intera 1ª Divisione unitamente ai cacciatorpediniere della IX Squadriglia (Vittorio Alfieri, Giosuè Carducci, Alfredo Oriani e Vincenzo Gioberti); la manovra di soccorso portò le unità italiane a breve distanza dalla flotta britannica dell'ammiraglio Andrew Cunningham che, cogliendole di sorpresa grazie all'oscurità, aprirono il fuoco affondando i due incrociatori Zara e Fiume e i cacciatorpediniere Alfieri e Carducci.
Impossibilitato a manovrare e fare fuoco, il Pola era rimasto immobile nel corso dello scontro venendo quasi del tutto ignorato dalle unità britanniche, lanciate alla caccia della danneggiata Vittorio Veneto; solo dopo due ore di infruttuosa ricerca i britannici tornarono a dedicarsi all'immobilizzato incrociatore: il cacciatorpediniere HMS Jervis si avvicinò al Pola con l'intenzione di silurarlo, ma visto che dall'unità non giungevano segni di ostilità il comandante britannico diede ordine di affiancare la nave italiana per trarne in salvo l'equipaggio. I britannici riferirono di aver trovato sull'incrociatore una certa confusione tra l'equipaggio: quando l'incrociatore era stato colpito diversi uomini si erano gettati in mare, convinti che la nave stesse per affondare; in seguito molti di questi uomini erano stati recuperati a bordo, ma il contatto con l'acqua gelata aveva iniziato a produrre casi di assideramento e per scaldarsi molti di essi si tolsero le uniformi bagnate e ingerirono abbondanti quantità di alcolici. Le immagini di gruppi di marinai seminudi e in stato di ubriachezza spinsero quindi i britannici a pensare che sull'unità italiana vi fosse stato un crollo della disciplina. Catturato e trasferito a bordo l'equipaggio italiano (comprendente i comandanti De Pisa e Brengola e 255 uomini), il Jervis si staccò dall'incrociatore che, intorno alle 3:55, fu infine silurato e affondato dal cacciatorpediniere HMS Nubian.
In percentuale, le perdite del Pola furono inferiori a quelle delle altre unità, ma fu registrato comunque un numero di vittime elevato: perirono 328 uomini su 1041 imbarcati. Tutti i superstiti, incluso il comandante De Pisa, furono fatti prigionieri.
Durante il conflitto l'incrociatore effettuò dodici missioni di guerra per un totale di 13.174 miglia nautiche percorse.

## Comandanti
- capitano di vascello Pietro Barone (dal 1º gennaio 1933 al 2 marzo 1934);

- capitano di vascello Alberto Lais (dal 3 marzo 1934 al 14 marzo 1936);

- capitano di vascello Antonio Legnani (dal 15 marzo al 17 novembre 1936);

- capitano di vascello Amedeo Nomis di Pollone (dal 18 novembre 1936 al 31 maggio 1938);

- capitano di vascello Carlo Balsamo di Specchia Normandia (dal 1º giugno al 15 settembre 1938);

- capitano di vascello Franco Maugeri (dal 16 settembre 1938 al 2 agosto 1939);

- capitano di vascello Manlio De Pisa (dal 3 agosto 1939 al 29 marzo 1941).